# Comarca d'Arenas de San Pedro
La comarca d'Arenas de San Pedro és una comarca situada al sud de la província d'Àvila (comunitat autònoma de Castella i Lleó). Els seus límits són la Serra de Gredos pel nord, la província de Toledo pel sud, Càceres per l'Oest i Madrid per l'Est. Pertany al que històricament es coneixia com a Tierras de Talavera.
La capital comarcal i centre administratiu de la vall és Arenas de San Pedro. Altres localitats importants d'aquesta comarca són Candeleda i Sotillo de la Adrada.

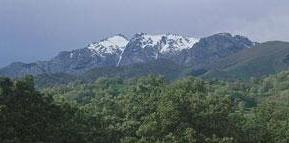
Cara sud del Pic Almanzor.

El riu Tiétar, afluent del Tajo, recorre la comarca d'est a oest, al llarg de la vall. Aquesta zona té uns bells paisatges de muntanya, amb petits rierols i abundant vegetació. A més, el seu clima és més moderat que en la resta de la província. Aquesta comarca conté algunes localitats amb arquitectura popular, un exemple d'això és Candeleda. Alguns dels monuments més importants d'aquesta comarca són el Santuari de San Pedro de Alcántara, a Arenas de San Pedro; el Santuari de La nostra Senyora de Xiscla, en Candeleda; el Castro Cèltic del Ras; el Castell de Álvaro de Luna, a Arenas de San Pedro; el Castell dels Comtes d'Alburqueque, a Mombeltrán i el Castell de La Adrada.

## Municipis
- La Adrada
- El Arenal
- Arenas de San Pedro
- Candeleda
- Casavieja
- Casillas
- Cuevas del Valle
- Fresnedilla
- Gavilanes
- Guisando
- Higuera de las Dueñas
- El Hornillo
- Lanzahíta
- Mijares
- Mombeltrán
- Navahondilla
- Pedro Bernardo
- Piedralaves
- Poyales del Hoyo
- San Esteban del Valle
- Santa Cruz del Valle
- Santa María del Tiétar
- Sotillo de la Adrada
- Villarejo del Valle